# 4928-as mellékút (Magyarország)
A 4928-as mellékút egy közel 6,5 kilométeres hosszúságú, négy számjegyű mellékút Szabolcs-Szatmár-Bereg vármegye területén; Pócspetrit köti össze egyrészt Máriapóccsal, másrészt a térség legfontosabb, azt kelet-nyugati irányban átszelő országútjával.

## Nyomvonala
Máriapócs központjában ágazik ki a 4927-es útból, annak a 3+100-as kilométerszelvénye közelében, nyugat felé, Kossuth utca néven. Első méterein a város polgármesteri hivatala és katolikus temploma között húzódik, majd a kegytemplom és a kegyhely más létesítményei mellett halad el. Nagyjából egy kilométer után hagyja maga mögött a központ házait, 1,7 kilométer után pedig ki is lép a határai közül.
Pócspetri területén folytatódik, szinte egyből lakott településrészek között, Pócsi utca néven. Kisebb irányváltásait leszámítva itt is sokáig leginkább nyugati irányt követ, a központban egy rövid szakaszon Rákóczi utca, onnan tovább pedig Kállósemjéni út néven. 3,7 kilométer után lép ki a belterületről, már ott is inkább délnyugati irányt követve, a negyedik kilométerét elhagyva pedig egészen délnek fordul. Így is ér véget, beletorkollva a 4911-es útba, annak a 24+400-as kilométerszelvénye közelében.
Teljes hossza, az országos közutak térképes nyilvántartását szolgáló kira.kozut.hu adatbázisa szerint 6,374 kilométer.

## Története
A Kartográfiai Vállalat 1990-ben megjelentetett Magyarország autóatlasza teljes hosszában kiépített, szilárd burkolatú (pormentes) útként tünteti fel.

## Települések az út mentén
- (Máriapócs)
- Pócspetri